# Pertti Mäkinen
Pour les articles homonymes, voir Mäkinen.
Pertti Mäkinen (né le 16 septembre 1952 à Tyrvää) est un sculpteur finlandais. 

## Numismatique
Pertti Mäkinen a dessiné la face nationale de la pièce de 1 euro finlandaise, avec comme motif le vol de deux cygnes. Il est également l’auteur des faces nationales de plusieurs pièces commémoratives de 2 euros finlandaises, la première consacrée à l’élargissement de l’Union européenne en 2004, la deuxième pour le centenaire du suffrage universel en Finlande en 2006, et la troisième en 2016 pour commémorer la mort de l’écrivain finlandais Eino Leino.

## Sculptures publiques
- Lapuan raivaajapatsas, Lapua, 1983. (avec Ossi Somma et Reijo Paavilainen)[1],
- Merenkulun muistomerkki, Oulu, 1985. (avec Ossi Somma et Reijo Paavilainen)[2],
- Päivänkierto, Pori, 1990. (avec Ossi Somma et Reijo Paavilainen)[3],
- Lauri Viidan muistomerkki, Tampere, 1991[4],
- Muotoja - Former, Harjavalta, 2002. (conçu par Emil Cedercreutz en 1937, agrandi par  Pertti Mäkinen)[5],
- Haitarijazz, Kouvola, 2003. (avec Ossi Somma et Reijo Paavilainen)[6],
- Rakastunut viulu ja mandoliini, Kiikoinen 2003[7],
- Toriparlamentti, Pori, 2008[8],
- Vanavesi - Kölvattnet, Pori 2009[9].